# 洋河水库
洋河水库位于中华人民共和国河北省秦皇岛市抚宁区抚宁镇，是以供水、防洪为主，兼有灌溉、发电功能的大（二）型水库，是引青济秦工程的重要组成部分，是秦皇岛市的主要水源地。
自20世纪80年代以来，洋河水库水质不断恶化，富营养化日趋严重，现已达到重度富营养水平，每年夏季都爆发“水华”现象。